# Кункур
Кунку́р (рос. Кункур) — село у складі Агінського району Забайкальського краю, Росія. Адміністративний центр Кункурського сільського поселення.
Стара назва — Кунгур.

## Населення
Населення — 1052 особи (2010; 1011 у 2002).
Національний склад (станом на 2002 рік):
- буряти — 82 %